# Hugh le Despenser, I conte di Winchester

Stemma di Hugh le Despenser

Hugh le Despenser (1º marzo 1261 – Bristol, 27 ottobre 1326) fu il primo conte di Winchester.

## Biografia
Era figlio di Hugh le Despencer, I barone le Despencer (o Despenser), e di Aliva Basset, figlia unica ed erede di Philip Basset.
Suo padre venne ucciso nella battaglia di Evesham, all'epoca della quale Hugh era solo un fanciullo. Il patrimonio paterno venne salvato grazie all'intervento del nonno materno che era stato fedele al re.
Sposò Isabella di Beauchamp, figlia di William de Beauchamp, IX conte di Warwick e di Maud Fitzjohn.
Venne creato barone nel 1295 e fu uno dei pochi baroni a rimanere fedele ad Edoardo II d'Inghilterra durante la guerra causata da Pietro Gaveston. Dopo l'esecuzione capitale di Gaveston nel 1312, Hugh venne innalzato per la fedeltà dimostrata al re a suo primo consigliere; la gelosia degli altri baroni - e, soprattutto, la sua corruzione e il proprio comportamento ingiusto - ne provocarono il suo esilio nel 1321. Edmondo Plantageneto lo rimpiazzò come Lord Guardiano dei Cinque Porti.
Edoardo II tuttavia si ritrovò nella condizione di non riuscire a gestire il proprio governo senza il suo fedele le Despenser cosicché un anno dopo richiamò in Inghilterra il suo fedele consigliere. Questo gesto di clemenza provocò l'ira della regina Isabella, tanto più che Hugh venne creato trovato Conte di Winchester.
Quando Isabella e il suo amante Roger Mortimer guidarono una ribellione contro il re, catturarono sia Hugh che suo figlio. Isabella impose di aprire un processo contro i due Despenser ma Roger Mortimer ed Enrico, conte di Lancaster, acerrimi nemici dei Despencer, provvidero invece ad eseguire immediatamente la loro condanna a morte: Hugh venne così impiccato a Bristol il 27 ottobre 1326.

## Matrimonio e discendenza
Hugh sposò Isabella di Beauchamp e da lei ebbe:
- Ugo Despenser il giovane;
- Aline le Despenser;
- Philip le Despenser;
- Isabella le Despenser, che sposò John Hastings, I barone Hastings.